# (10302) 1989 ML
10302 (asteroide 1951, com a designação provisória 1989 ML) é um asteroide cruzador de Marte. Possui uma excentricidade de .1364705258913619 e uma inclinação de 4.378191045917957º.
Este asteroide foi descoberto no dia 29 de junho de 1989 por Eleanor F. Helin e Jeff Alu.